# 하천종단도
하천종단도(longitudinal profile of stream)는 유역 경계 분수령부터 하천출구까지 하천 수평거리에 따른 높이를 나타낸 그림을 말한다.

## 참고 문헌
- 이재수 (2018). 《수문학》 2판. 구미서관. ISBN 9788982252914.